# Zaborze (Chybie)
Zaborze (ursprünglich Podpierściec, später auch Zabórz, tschechisch Záboř, Zaborz, Záboři oder Zaborzi, deutsch Zaborz, Zarborz im Zweiten Weltkrieg) ist eine Ortschaft mit einem Schulzenamt der Gemeinde Chybie im Powiat Cieszyński der Woiwodschaft Schlesien, Polen.

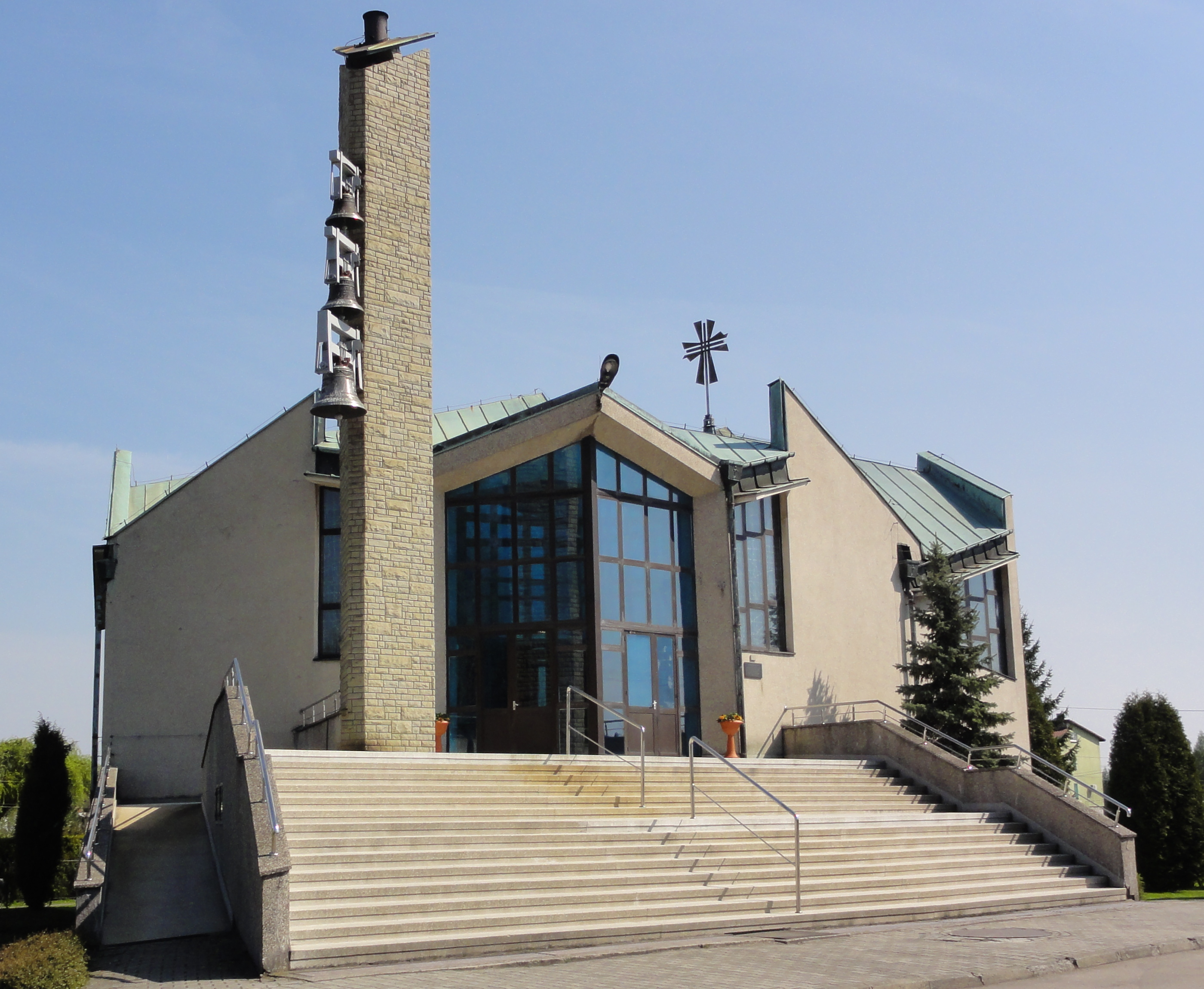
Katholische Kirche

## Geographie
Zaborze liegt im Auschwitzer Becken (Kotlina Oświęcimska), etwa 20 Kilometer nordwestlich von Bielsko-Biała und 45 Kilometer südlich von Katowice im Powiat (Kreis) Cieszyn.
Das Dorf hat eine Fläche von 592 Hektar (18,6 Prozent der Landgemeinde).
Nachbarorte sind die Stadt Mnich im Norden, Iłownica im Osten, Kiczyce und Pierściec im Süden, Drogomyśl im Westen.

## Geschichte
Das Dorf liegt im Olsagebiet (auch Teschner Schlesien, polnisch Śląsk Cieszyński).
Vermutlich entstand es im späten 14. oder frühen 15. Jahrhundert. Der Ort wurde 1574 erstmals urkundlich erwähnt. Ursprünglich wurde es als Podpierściec (Unter Pierściec) genannt. Der Name Soborzi oder Soborzer (Zaborze, za – hinter, borem – bór – Nadelwald) erschien kurz darauf.
Politisch gehörte das Dorf zum Herzogtum Teschen, unter der Lehnsherrschaft des Königreichs Böhmen, in der Habsburgermonarchie.
Nach der Aufhebung der Patrimonialherrschaften bildete es ab 1850 eine Gemeinde in Österreichisch-Schlesien, Bezirk Bielitz und Gerichtsbezirk Schwarzwasser. In den Jahren 1880 bis 1910 stieg die Einwohnerzahl von 410 im Jahr 1880 auf 450 im Jahr 1910 an, es waren überwiegend polnischsprachige (zwischen 95,5 % und 99,6 %), deutschsprachige (19 oder 4,5 % im Jahr 1890). Im Jahre 1910 waren 64,3 % römisch-katholisch, 35 % evangelisch, es gab vier Juden.
1920, nach dem Zusammenbruch der k.u.k. Monarchie und dem Ende des Polnisch-Tschechoslowakischen Grenzkriegs kam Zaborze zu Polen. Unterbrochen wurde dies nur durch die Besetzung Polens durch die Wehrmacht im Zweiten Weltkrieg, wenn es als Zarborz genannt wurde.
Von 1975 bis 1998 gehörte Zaborze zur Woiwodschaft Bielsko-Biała.
Die römisch-katholische Pfarrei wurde im Jahr 1984 errichtet.

## Persönlichkeiten
- Franz Kurek (1881–1977), deutscher Ingenieur, Werksleiter, Fachschuldirektor und Autor